# Juranalas
Juranalas is een bestuurslaag in het regentschap Sumbawa van de provincie West-Nusa Tenggara, Indonesië. Juranalas telt 4515 inwoners (volkstelling 2010).